# 불목하니
불목하니는 사찰에서 땔나무를 베고 물을 긷는 사내 종노를 뜻하였던 한국 역사상 고유의 직업이다.
숙종 치세 시절 시기를 전후한 조선 시대 중기에서부터 대한제국 시대를 비롯한 경술국치 이후의 일제강점기와 미군정 시대 및 6·25 한국 동란 직전 당시 시기까지 한반도의 사찰에서는 흔히 있었던 직업이다.